# پیتر فرانکوپن
پیتر فرانکوپن (انگلیسی: Peter Frankopan؛ زادهٔ ۲۲ مارس ۱۹۷۱) مورخ اهل بریتانیا است.

## تحصیلات و مطالعات
وی دارای مدرک دکترای فلسفه از کالجCorpus Christiآکسفورد و همچنین مدرک تاریخ بیزانس از کالجJesusکمبریج می‌باشد.
وی یکی از اعضای ارشد پژوهش در کالج وورسستر، آکسفورد و مدیر مرکز تحقیقات بیزانس آکسفورد است.
زمینه‌های مطالعاتی او بیشتر در مورد تاریخ امپراتوری بیزانس، مدیترانه، بالکان، قفقاز، و روسیه، و همچنین وابستگی متقابل اسلام و مسیحیت است. او همچنین ادبیات یونانی قرون وسطی را مطالعه کرده‌است.

## آثار
اولین کتاب تاریخ فرانکوپان با نام جنگ صلیبی اول: فراخوان از شرق در سال ۲۰۱۲ منتشر شد.
دومین کتاب اون نیز با نام جاده‌های ابریشم:تاریخ جدید جهان در سال۲۰۱۵ منتشر شد.
و همچنین کتاب دیگری در سال ۲۰۱۸ با نام جاده‌های ابریشم جدید:حال و آینده جهان در ادامهٔ کتاب قبلی خود منتشر کرد.
هر سه کتاب وی به فارسی ترجمه شده‌اند.